# Kẽm nitride
Kẽm nitride hay Kẽm nitrua là một hợp chất vô cơ có thành phần chính là kẽm và nitơ, có công thức hóa học được quy định là Zn3N2. Hợp chất này thường thu được dưới dạng các tinh thể màu xám (màu xanh lam). Nó là một chất bán dẫn. Ở dạng tinh khiết, nó có cấu trúc chống bixbyite.

## Tính chất hóa học
Kẽm nitride có thể thu được bằng cách nhiệt phân kẽm zincamit (kẽm amit)  trong môi trường kỵ khí ở nhiệt độ trên 200 ℃. Sản phẩm phụ của phản ứng là amonia:
3Zn(NH2)2 → Zn3N2 + 4NH3
Nó cũng có thể được hình thành bằng cách nung nóng kẽm đến 600 ℃ trong dòng khí amonia; sản phẩm phụ là khí hydro.
3Zn + 2NH3 → Zn3N2 + 3H2↑
Sự phân hủy kẽm nitride thành các nguyên tố ở cùng một nhiệt độ là phản ứng cạnh tranh. Ở 700 ℃, hợp chất này phân rã. Ngoài ra, nó cũng đã được thực hiện bằng cách hình thành một sự phóng điện giữa các điện cực kẽm trong một khí nitơ. Màng mỏng đã được tạo ra bởi sự lắng đọng hóa học của Bis(bis(trimetylsilyl)amido] kẽm với khí amonia vào silica hoặc alumina phủ ZnO ở nhiệt độ trong khoảng từ 275 đến 410 ℃.